# Nagyesztergár
Nagyesztergár is een plaats (község) en gemeente in het Hongaarse comitaat Veszprém. Nagyesztergár telt 1255 inwoners (2004.01.01).